# Veloce come il vento
Pour plus de détails, voir Fiche technique et Distribution.
Veloce come il vento est un film italien dramatique de sport réalisé par Matteo Rovere en 2016,.
Il est librement inspiré de la vie du pilote de rallye Carlo Capone.

## Synopsis
Cette histoire raconte le rapprochement entre Giulia, une jeune pilote de Grand Tourisme, et son frère Loris, lui-même ancien pilote de Grand Tourisme et toxicomane. Après la mort de leur père, les deux doivent vivre ensemble. Cet événement motive Loris à aider Giulia dans son parcours de pilote et à l'aider à gagner la course italienne, une course illégale dont le montant pourrait ramener l'équilibre économique à la famille désemparée.

## Fiche technique
- Titre original : Veloce come il vento
- Réalisateur : Matteo Rovere
- Scénario : Matteo Rovere, Filippo Gravino, Francesca Manieri
- Décors : Alessandro Vannucci, Mina Petrara
- Costumes : Cristina La Parola
- Photographie : Michele D'Attanasio
- Montage : Gianni Vezzosi
- Musique : Andrea Farri
- Production : Domenico Procacci
- Société de production : Fandango
- Lieux de tournage : Imola (Bologne), Matera, Rome[2]
- Pays d'origine : Italie
- Langue : italien
- Genre : action, dramatique, sport
- Durée : 119 minutes
- Date de sortie : 
  -  Italie : 7 avril 2016[1]

## Distribution
- Stefano Accorsi : Loris De Martino
- Matilda De Angelis : Giulia De Martino
- Paolo Graziosi : Tonino
- Roberta Mattei : Annarella
- Lorenzo Gioielli : Ettore Minotti
- Giulio Pugnaghi : Nico De Martino
- Andrea Kimi Antonelli : Matteo
- Cristina Spina : Travailleur social

## Distinctions
- Festival du film italien, Bastia, 2017 : "Grand prix du jury" et "Prix du jury jeune (parrainé par la société Oscaro)"[3]
- David di Donatello 2017 : 
  - Meilleur acteur pour Stefano Accorsi
  - Meilleur directeur de la photographie pour Michele D'Attanasio
  - Meilleur monteur pour Gianni Vezzosi